# 野辺山宇宙電波観測所

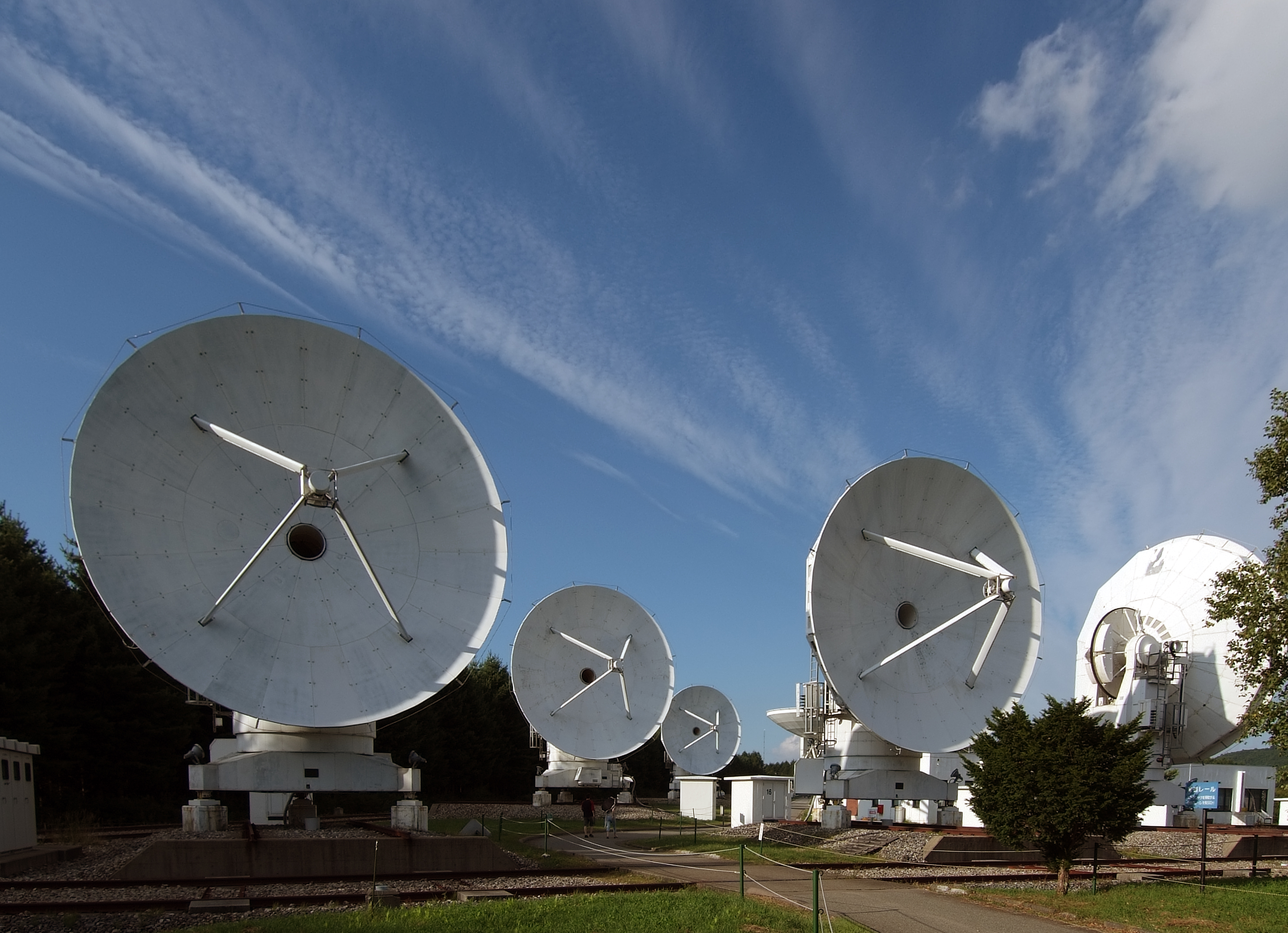
野辺山宇宙電波観測所

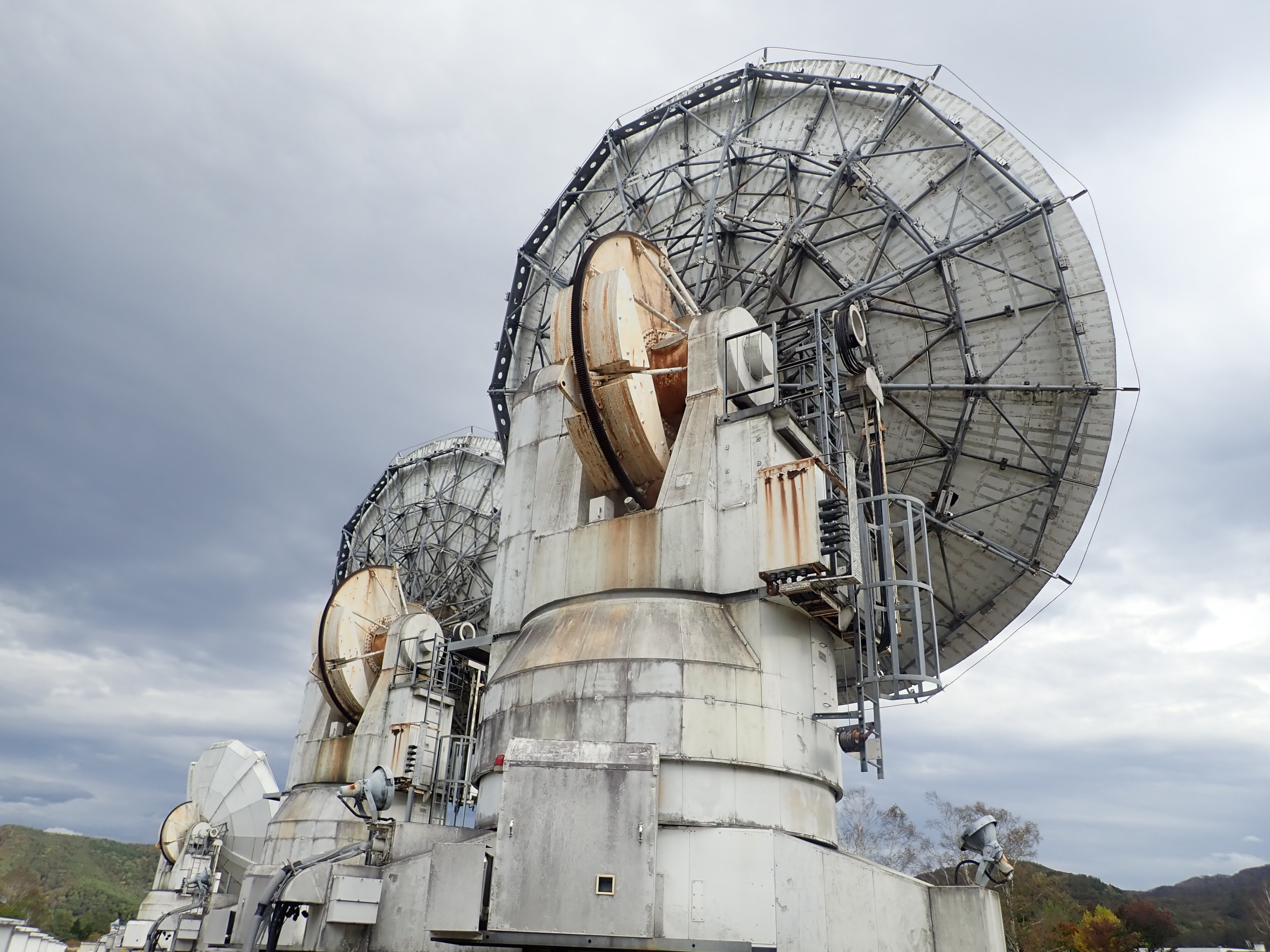
科学運用が終了したミリ波干渉計の後ろ姿

野辺山宇宙電波観測所（のべやまうちゅうでんぱかんそくじょ）は、日本の電波天文台。長野県南佐久郡南牧村に位置する国立天文台 野辺山に設置されている。正式名称は自然科学研究機構国立天文台 野辺山宇宙電波観測所、英語略称は NRO (Nobeyama Radio Observatory)。
2015年3月までは太陽電波観測を担当する野辺山太陽電波観測所（NSRO, Nobeyama Solar Radio Observatory）が同じ敷地内に設置されていた。同観測所の廃止後、一部の観測機器が宇宙電波観測所に移行されている。
宇宙電波観測所と太陽電波観測所を総合して「野辺山電波観測所」あるいは「野辺山地区」と呼ぶ。地元では、「野辺山電波天文台」の愛称で呼ばれる。

## 沿革
この観測所は、東京大学附属東京天文台（現・国立天文台）天体電波研究部の観測施設として設立。
開設当初から、全国大学共同利用観測所として運営が行われている。現在活躍する、日本における多くの電波天文学者の生みの親となった観測所。また水沢VLBI観測所によるVERA計画、宇宙科学研究所による宇宙空間VLBI計画VSOP（電波天文衛星「はるか」）、アルマ望遠鏡計画などが野辺山から生まれた。
- 1967年10月 - 天文研究連各委員会で、45mを中心とする観測所計画がまとまる。
- 1969年4月 - 6mミリ波天体電波望遠鏡稼動（現：国立天文台三鷹キャンパス内)。
- 1969年5月 - 起工式。
- 1969年10月 - 野辺山太陽電波観測所開所式[1]。
- 1970年4月 - 160MHz干渉計稼動。
- 1971年4月 - 17GHz干渉計稼動。
- 1977年4月 - 用地取得完了。
- 1977年9月 - 70-600MHz動スペクトル計稼働。
- 1978年1月 - 17GHz強度偏波計稼働。
- 1978年6月 - 17GHz干渉計大改良。
- 1980年4月 - 45mミリ波電波望遠鏡建設開始。（工事受注：三菱電機・富士通のJV)
- 1981年10月 - 45mミリ波電波望遠鏡試験観測開始。
- 1982年3月 - 野辺山宇宙電波観測所開所式。
- 1982年4月 - 45mミリ波電波望遠鏡稼動。
- 1982年10月 - 野辺山ミリ波干渉計（NMA）稼動。
- 1986年12月 - 70-600MHz動スペクトル計改良。観測帯域が70-1000MHzに。
- 1989年4月 - 160MHz干渉計観測終了。
- 1990年4月 - 電波ヘリオグラフ建設開始（工事受注：NEC・東芝のJV）。
- 1992年4月 - 電波ヘリオグラフ稼動。
- 1992年7月 - 17GHz干渉計観測終了。
- 1994年8月 - 70-1000MHz動スペクトル計観測終了。
- 1997年2月 - VSOP衛星の打ち上げ成功「はるか」と命名される。
- 2015年3月 - 太陽電波観測所閉所[2]。4月より強度偏波計は宇宙電波観測所に、電波ヘリオグラフは野辺山電波ヘリオグラフ運用延長国際コンソーシアム（ICCON）にそれぞれ移管。
- 2019年6月 - 十分な運営費が確保できないため、宿泊施設を備えた本館の閉鎖とそれに伴う遠隔操作の導入、宿泊費補助の廃止、研究者に対する観測支援の24時間体制の取りやめ。職員の段階的削減も検討[3]。
- 2020年3月 - 電波ヘリオグラフ観測終了[4][5][6]。
- 2022年3月 - 45mミリ波電波望遠鏡の共同利用観測を終了[1]。6月より時間課金制による有料観測を開始予定。

## 設営理由
この地における太陽電波観測が始まったのは、西を八ヶ岳山麓、東を秩父山地に囲まれ、放送電波による電波ノイズが少ない事と小海線等を活用できることによるアクセスの良さ、さらには信州大学の実験農場等があり、開設に関して信州大学等から協力を得て行われることになったためである。

## 主な施設
- 駐車場（無料）
- 守衛所（団体見学の受付、パンフレットなどを配布）
- 本館
  - 計算機室・開発室・事務室
- 干渉計観測棟
  - NMAの観測モニター室・NMA相関器室
- 45m電波望遠鏡
  - 下部機械室
  - 受信器室
- 45m望遠鏡観測棟
  - 45m電波望遠鏡の観測モニター室・見学室
- 太陽電波観測所棟
  - 計算機室・事務室
- 偏波観測室
  - 電波観測装置が入っている
- 旧太陽電波観測所棟
  - 現在は、資料室や機械置場などに活用

## 現用の観測装置

### 45mミリ波電波望遠鏡

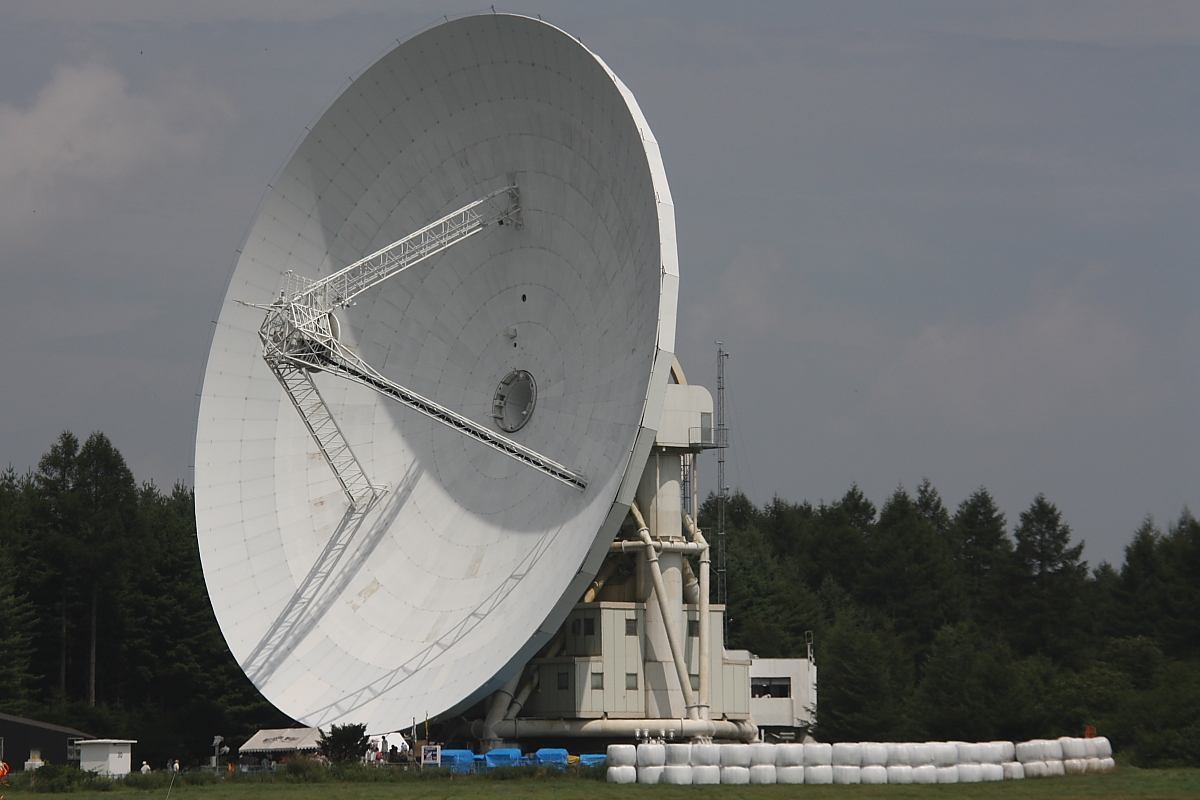
45mミリ波望遠鏡。これまでに、この電波望遠鏡を用いてたくさんの分子が検出され同定された。

1981年に完成した、口径45mの電波望遠鏡。波長が数ミリの電波（ミリ波）を観測する電波望遠鏡としては当時は世界最大級であった。1996年にBEARS (25-BEam Array Receiver System) と呼ばれる25素子受信機が搭載され、一度に25点を観測する高速マッピングが可能になった。近年ではOn-The-Fly (OTF) と呼ばれる、観測領域を掃天しながら短時間間隔でデータを取得する技術が実装され、マッピングのスピードと精度を大幅に向上した。いくつもの新星間分子、原始星周囲のガス円盤、ブラックホール存在の証拠の発見など、世界的に重要な観測成果を出し続けている。2017年6月、IEEEよりIEEEマイルストーンに認定された。
国の国立天文台に対する運営交付金の減額や各施設の老朽化に伴う事業最適化により、国内外の研究者に対して観測時間を無償提供する一般共同利用は2022年3月末を以って終了した。6月からは原則として時間課金制となり、観測と関連作業を含めて年間で3,000時間が提供される。利用額は国内の研究機関では1時間あたり1万円、国外の研究機関では1時間あたり3万円（それぞれ税別）であり、国外と海外それぞれの合計利用時間が500時間を割り込まないように観測予定がスケジュールされる。また、大学院生等学生に対しては年間100時間程度の無償利用時間が提供される。
沿革
- 1967年 - 天文研究連各委員会で45メートル電波望遠鏡を中心とする基本計画まとまる。[10][11][12]
- 1970年 - 日本学術会議から大型宇宙電波望遠鏡の設置に関する勧告「電波天文学の振興について」が出される。[13][14][15]
- 1972年 - 東京天文台から最初の概算要求が出される。[14]
- 1978年 - 45mアンテナ製造開始。[11][10][16]
- 1979年 - 起工式。[16]
- 1980年 - 45mアンテナ現地据え付け工事着工、受信機製造開始、 計算機導入開始。[10][16][13]
- 1981年 - 45m電波望遠鏡完成、試験観測開始。[11][13]
- 1982年 - 45m電波望遠鏡共同利用開始。[11]
- 2011年 - 新マルチビーム受信機FORESTのファーストライト。[11]
- 2016年 - IEEEマイルストーンに認定される。[11]
- 2022年 - 共同観測利用終了、有料観測に移行。[1][8]

技術仕様
- 有効口径：45m
- 光学系：カセグレイン式
- 鏡面材質：アルミパネル+CFRPコート
- 鏡面精度：実測値 平均0.01mm/45m（補償装置稼動時）、平均0.1mm/45m（補償装置非稼動時）
- 光学系補助装置：ビームコリメータ
- 鏡面測定補助装置：レーザ測定装置（精密補正用）
- 架台：経緯儀式
- 追尾精度：0.1秒/180度
- 観測波長：10GHz 〜 230GHz
- 架台制御方式：全自動制御（ACサーボモータ）

### 野辺山強度偏波計

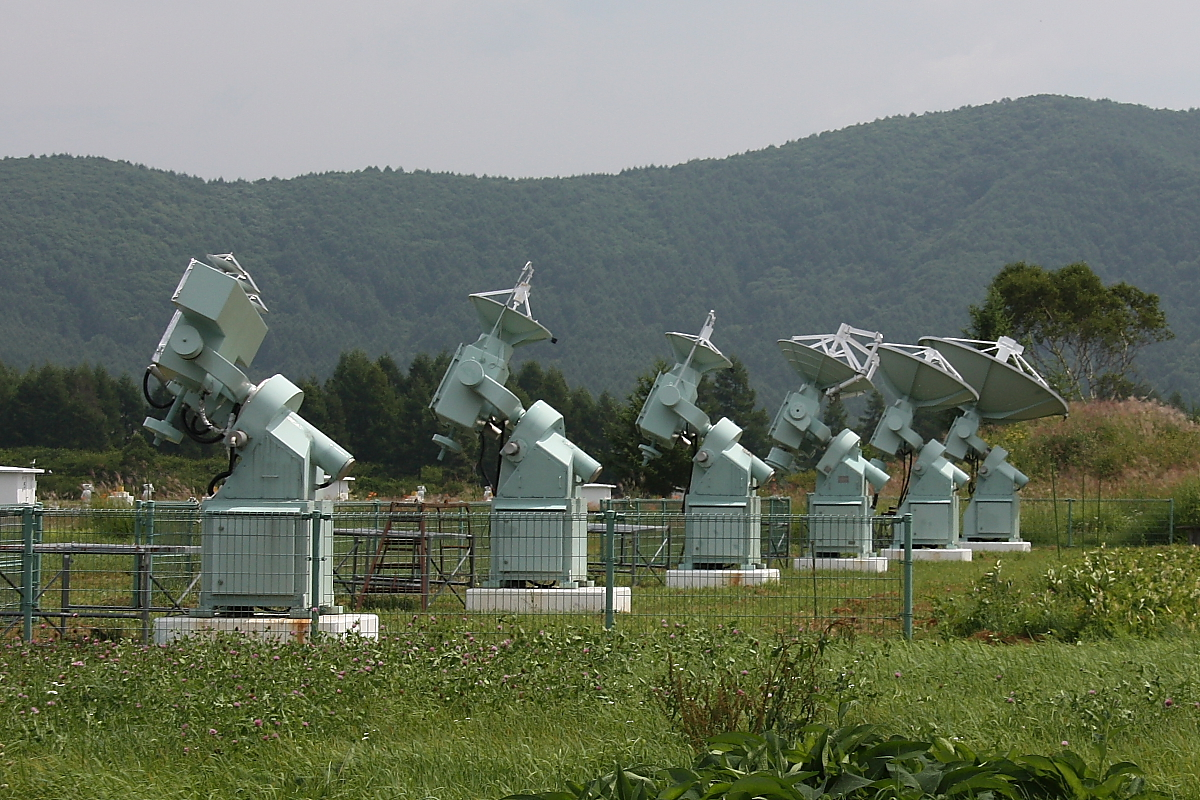
NoRP

野辺山強度偏波計（Nobeyama Radio Polarimeters、NoRP）は複数の周波数で太陽全面の電波強度と偏波を計測する電波望遠鏡である。2022年時点で1、2、3.75、9.4、17、35、80 GHzの7周波数帯で観測を行っている。観測目的のひとつに太陽フレア発生時の電波バーストを観測することで爆発のメカニズムを解明することがあげられる。2015年3月31日の太陽電波観測所閉所に伴い、運用は宇宙電波観測所に移管され観測を継続している。
なお、主に1～10 GHz帯の電波は、航空機、携帯電話基地局、静止通信衛星、船舶レーダー等からの混信を受けているため、周波数帯毎にバンドパスフィルタの追加や観測周波数の変更により、観測性能を確保する事も行われている。
沿革
- 1951年 : 豊川（名古屋大学空電研究所、愛知県豊川市）で3.75 GHz観測開始。
- 1956年 : 豊川で9.4 GHz観測開始。
- 1957年 : 豊川で1、2 GHz観測開始。
- 1964年 : 三鷹（東京天文台（現・国立天文台三鷹キャンバス）、東京都三鷹市）で17 GHz観測開始。
- 1972年 : 三鷹での17 GHz観測終了。
- 1978年 : 野辺山で17 GHz観測開始。
- 1979年 : 豊川の1、2、3.75、9.4 GHz観測装置更新。
- 1983年 : 野辺山で35 GHz観測開始。
- 1984年 : 野辺山で80 GHz観測開始。
- 1994年 : 野辺山で1、2、3.75、9.4 GHz観測開始（1、2、9.4 GHzは豊川から移設、3.75 GHzは欠測を避けるため新設）。
- 1995年 : 豊川での3.75 GHz観測終了。

技術仕様
- 制御：全自動式
- 鏡面材質：アルミパネル
- 光学系：カセグレイン式電波光学系
- 架台：赤道儀式
- 追尾精度：0.01秒/180度
- 各アンテナ毎に電波測定を行う

## 運用終了した観測装置

### 野辺山ミリ波干渉計

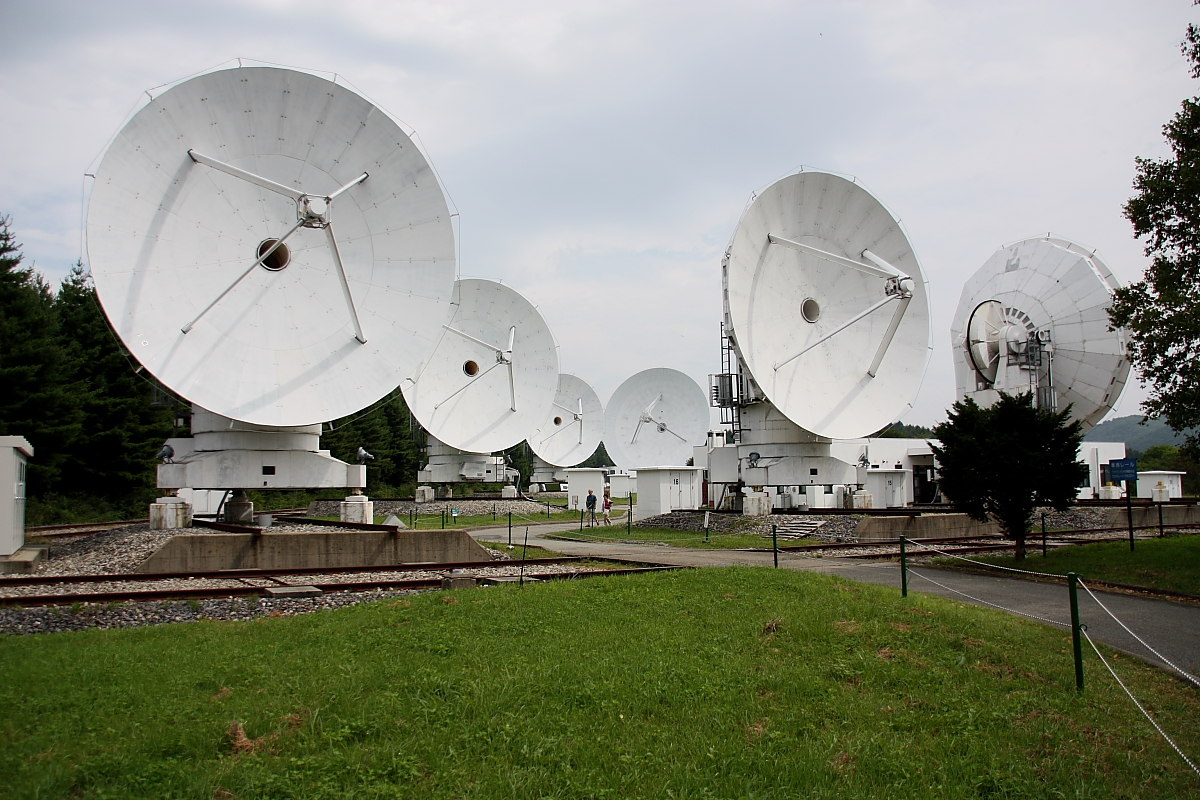
6台のNMA

野辺山ミリ波干渉計（Nobeyama Millimeter Array、NMA）口径10mのアンテナを6台使用し、最大口径600mの電波望遠鏡に相当する高解像度観測を行うことができる開口合成型電波望遠鏡。星形成領域や星間分子雲、近傍系外銀河やクエーサー母銀河などの観測研究に活躍した。45mミリ波電波望遠鏡と組み合わせて最大の分解能を実現する「RAINBOW干渉計」としても用いられていた。2007年3月をもって一般共同利用観測を停止、2010年3月で科学観測運用を終了した。運用停止後に最も新しいF号機が系統から切り離され、大阪府立大学がSPARTとして運用している。
技術仕様
- 有効口径：10m /最大合成口径 600m
- 光学系：カセグレイン式ビーム光学系
- 鏡面材質：アルミパネル+CFRPコート
- 鏡面精度：実測値 平均0.005mm/10m（補償装置稼動時）、平均0.01mm/10m（補償装置非稼動時）
- 鏡面測定補助装置：衛星ビーム干渉測定装置（通常補正用）、レーザ測定装置（精密補正用）
- 架台：経緯儀式
- 追尾精度：0.05秒/180度
- 観測波長：85GHz 〜 230GHz
- 架台制御方式：全自動制御（ACサーボモータ）
- 架台制御補助装置：エンコーダ補正装置
- 本体移動装置：有人運転型ディーゼル機関車、ジャッキアップ装置付き（最大荷重50トン）

### 野辺山電波ヘリオグラフ

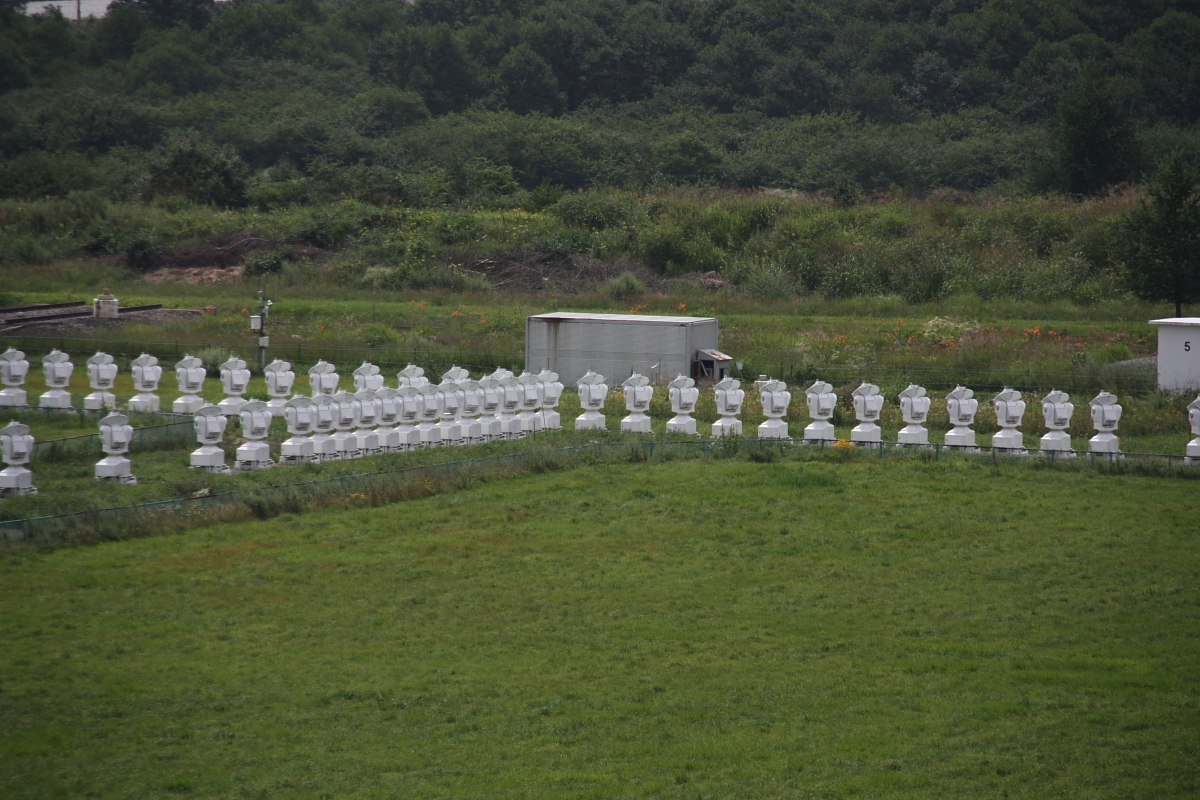
NoRH

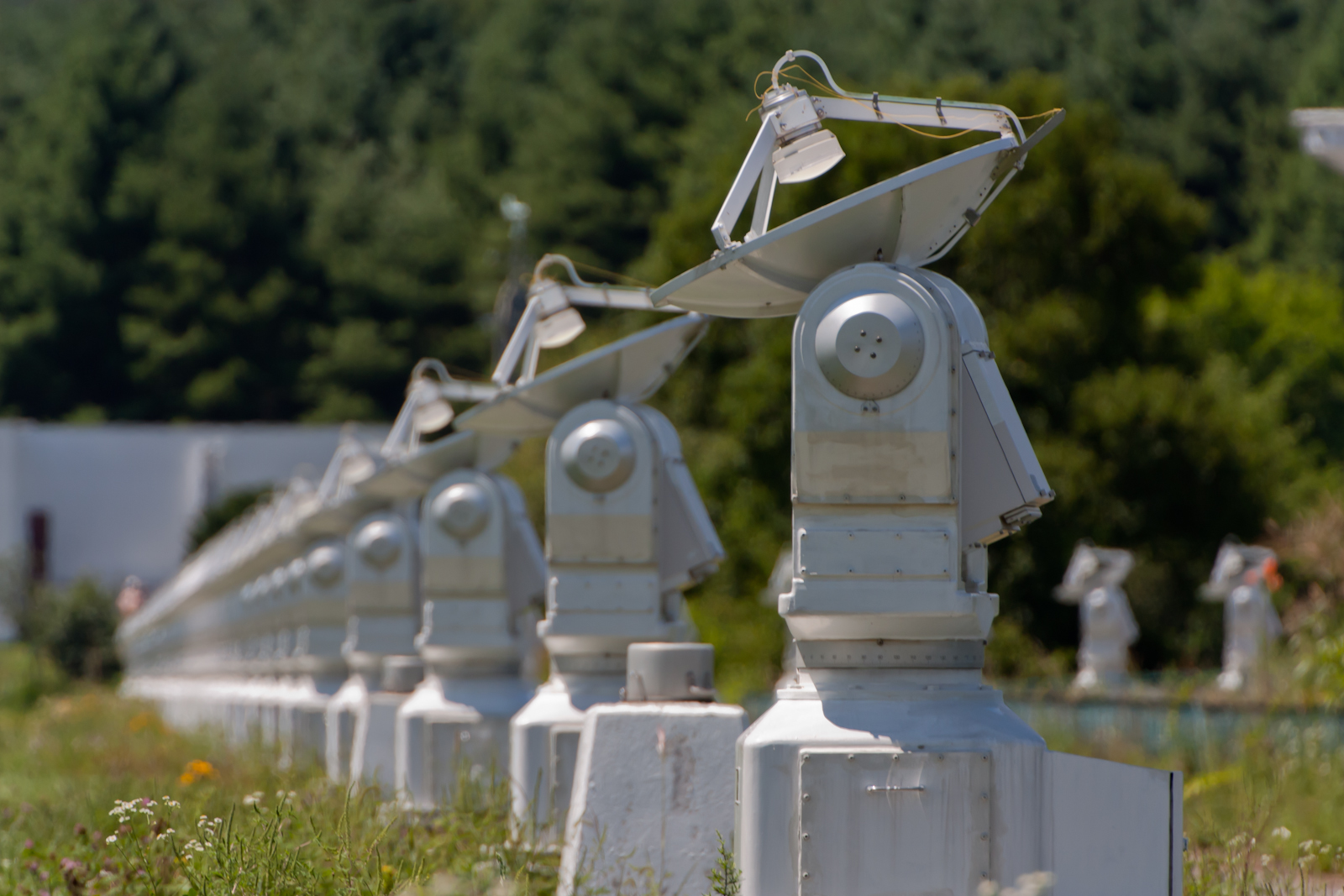
NoRH

野辺山電波ヘリオグラフ（Nobeyama Radioheliograph、NoRH）は太陽観測専用の電波望遠鏡である。1990年から1992年にかけて総工費18億円をかけて建設された。直径80cmのパラボラアンテナ84台を東西490m、南北220mのT字型の線上に配置し、開口合成によって太陽面の電波源分布を画像で得られる結合型電波干渉計である。太陽全面の電波画像を高空間分解能（17GHzで10秒角、34GHzで5秒角。太陽直径は約2000秒角）かつ高時間分解能（通常時毎秒1枚、イベント発生時毎秒10枚、仕様上の最大毎秒20枚）で撮影することが可能で、太陽フレアやプロミネンスなどの非常に短い時間で変化する現象を子細に観察することができるようになり多くの成果を上げた。またダイナミックレンジの広さも特色で、建設当時の硬X線望遠鏡やアメリカの電波干渉計VLAが10倍（最も明るい箇所の1/10の明るさまで諧調を記録できる）程度なのに対して電波ヘリオグラフは通常で100倍、超合成法を利用した詳細画像であれば1000倍の高画質を実現した。17GHzでは両円偏波の観測を行っているため太陽磁場の観測も可能である。1日約8時間の連続観測を稼働期間の99%以上で実施し、均質かつ連続的な観測データを残している。
2015年3月31日の野辺山太陽電波観測所の閉所に伴い、電波ヘリオグラフは名古屋大学太陽地球環境研究所を中心とする野辺山電波ヘリオグラフ運用延長国際コンソーシアム（The International Consortium for the Continued Operation of Nobeyama Radioheliograph、ICCON）に運用移管された。国立天文台は観測機器の老朽化や太陽観測の主軸が人工衛星に移ったことから観測を終了するとしていたが、国内外の研究者から観測継続の要望が寄せられたためコンソーシアムが運用費を負担して観測が続けられることとなった。
2020年3月31日を以ってICCONによる運用は終了し、電波ヘリオグラフは全ての科学観測運用を終了した。アンテナのうち南北基線に設置されているものの半数以上は信州大学の土地を借りて設置していたため、大学と天文台との協定によって12月ごろまでに撤去され一部は南牧村に譲渡された。
沿革
- 1974年10月 - 将来計画として、アンテナ600台を用いた空間分解能10秒角の大型太陽電波望遠鏡「秒分解能短センチ波ラジオヘリオグラフ」が提案される。野辺山電波ヘリオグラフにつながる具体案としては最初のもの。
- 1980年頃 - 次期大型太陽電波望遠鏡の設計会議が始まる。
- 1989年 - 予算内示。
- 1990年 - 建設工事開始。
- 1992年3月 - 建設工事完了。
- 1992年4月 - 試験観測開始。
- 1992年6月 - 定常観測開始。当初は1日約6時間。
- 1995年10月 - 装置を改良し、17GHzと34GHzの同時観測を開始。
- 2015年4月 - 野辺山太陽電波観測所閉所に伴いICCONに運用を移管。
- 2020年3月 - 観測終了。

技術仕様
- 制御：全自動式（84台の望遠鏡を1台のコンソールから制御）
- 鏡面材質：炭素繊維強化プラスチック製、反射面はアルミニウム蒸着
- 光学系：カセグレイン式電波光学系
- 架台：経緯台式
- 追尾精度：0.01秒/180度
- 観測周波数：1992年から 17 GHz、1995年から 34 GHz

## 研究活動

### 天文学研究・教育
- 電波望遠鏡の共同利用を通じて日本全国・世界の天文学者が来訪し、観測と研究を行っている。
- 学部4年生及び大学院生を対象とした観測実習も実施。

### ハードウェア分野
ミリ波干渉計で開口合成法を用いた観測を行うため、天文学分野では日本で最初にスーパーコンピュータを活用した観測所としても知られている。太陽電波望遠鏡に関しても、その画像を得るためには大きな計算機資源が必要なため、これまた専用のスーパーコンピュータシステムを導入した。

## 業務解説

### 観測及びデータ利用
- 45mミリ波電波望遠鏡を使用する際には、公募観測として共同利用に付している。

### 開発業務
- 25素子型のマルチチャンネル受信機は、超伝導素子を使用した受信機（SIS受信機）を5×5に並べたもの。
- 現在は、多様な観測ニーズにこたえるために、受信機装置の精度向上や高分解能のデジタル分光計の開発などを行っている。

### 所内注意事項
- 宇宙電波観測は、宇宙空間からの微弱な電波を捉えて解析する作業のため、観測所内では通信機器の使用は制限している。

## 公開情報
年末・年始を除いて自由見学が可能である。また毎年8月20日頃に「特別公開」としてイベントを行っている。

## 所在地
- 長野県南佐久郡南牧村野辺山462-2
  - 交通アクセス：JR東日本・小海線・野辺山駅から、徒歩20分
  - 自動車・バス：野辺山宇宙電波観測所ホームページ参照。

### 人物
- 森本雅樹 - 所長を務めた

### 施設
- 研究所 - 天文台 - 国立天文台
- 電波望遠鏡

### 研究開発
- VLBI - VERA
- ASTE望遠鏡 - アタカマ大型ミリ波サブミリ波干渉計
- コンピュータ - スーパーコンピューター
- 超伝導
- 音響光学型電波分光計
- FX型デジタル分光相関器

### 研究協力
- 情報通信研究機構
- 理化学研究所
- 三菱電機
- 富士通
- 日本電気

### 学術研究
- 天文学 - 電波天文学

### 作品
- 名探偵コナン 隻眼の残像 - 野辺山宇宙電波観測所の電波望遠鏡が登場する[33]。